# Callistus lunatus
Callistus lunatus är en skalbaggsart som först beskrevs av Fabricius 1775.  Callistus lunatus ingår i släktet Callistus, och familjen jordlöpare. Arten har ej påträffats i Sverige.

## Bildgalleri

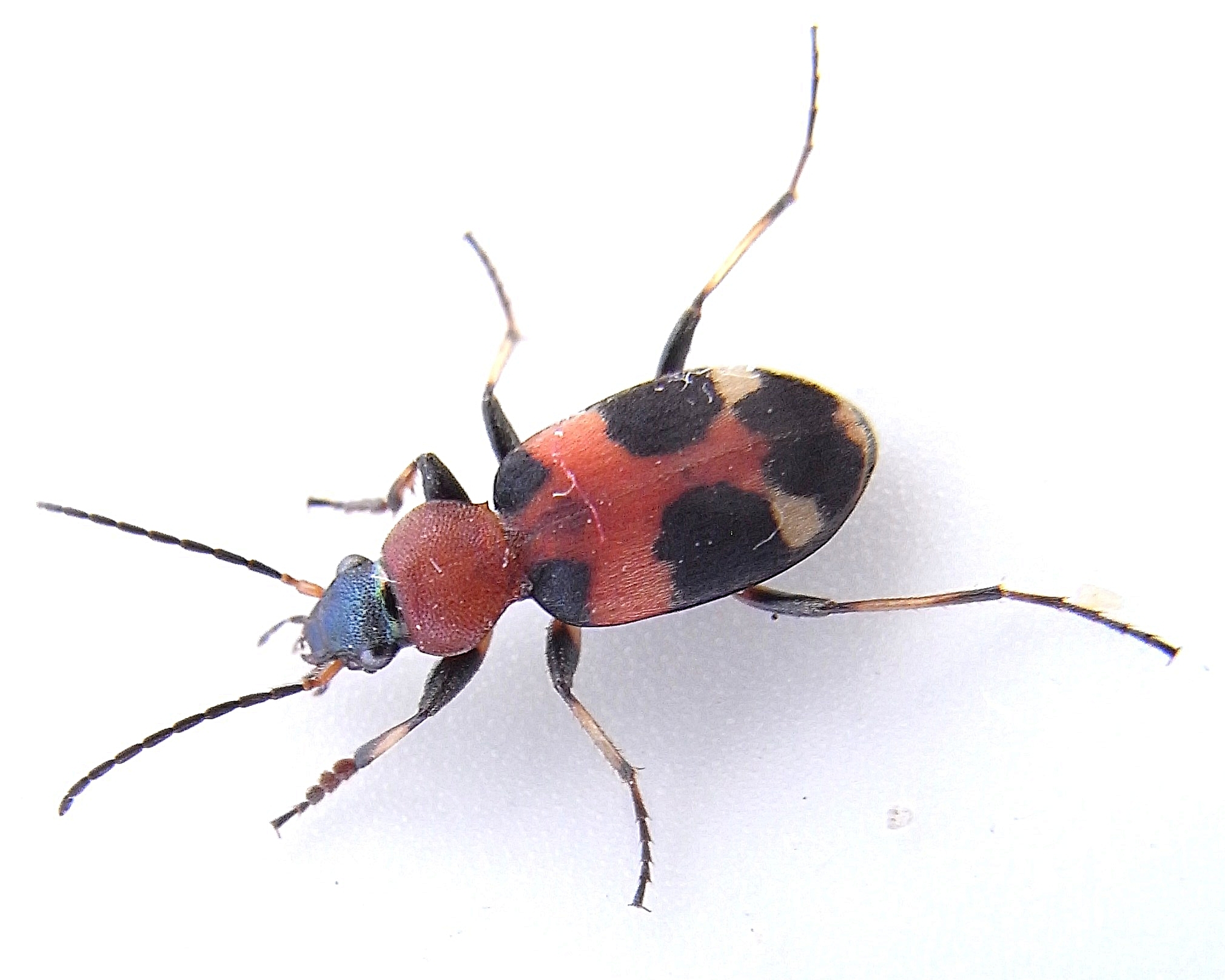
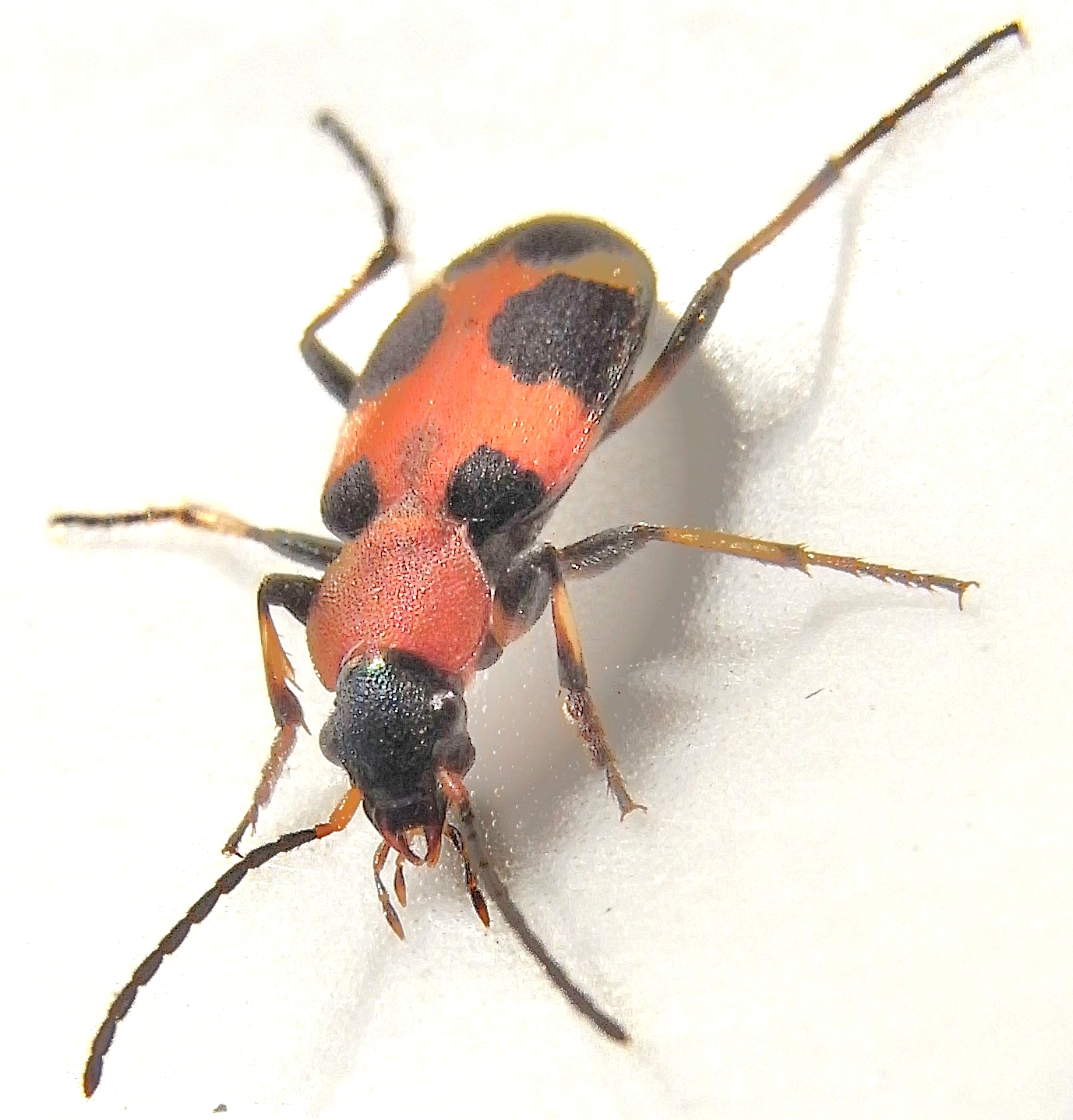
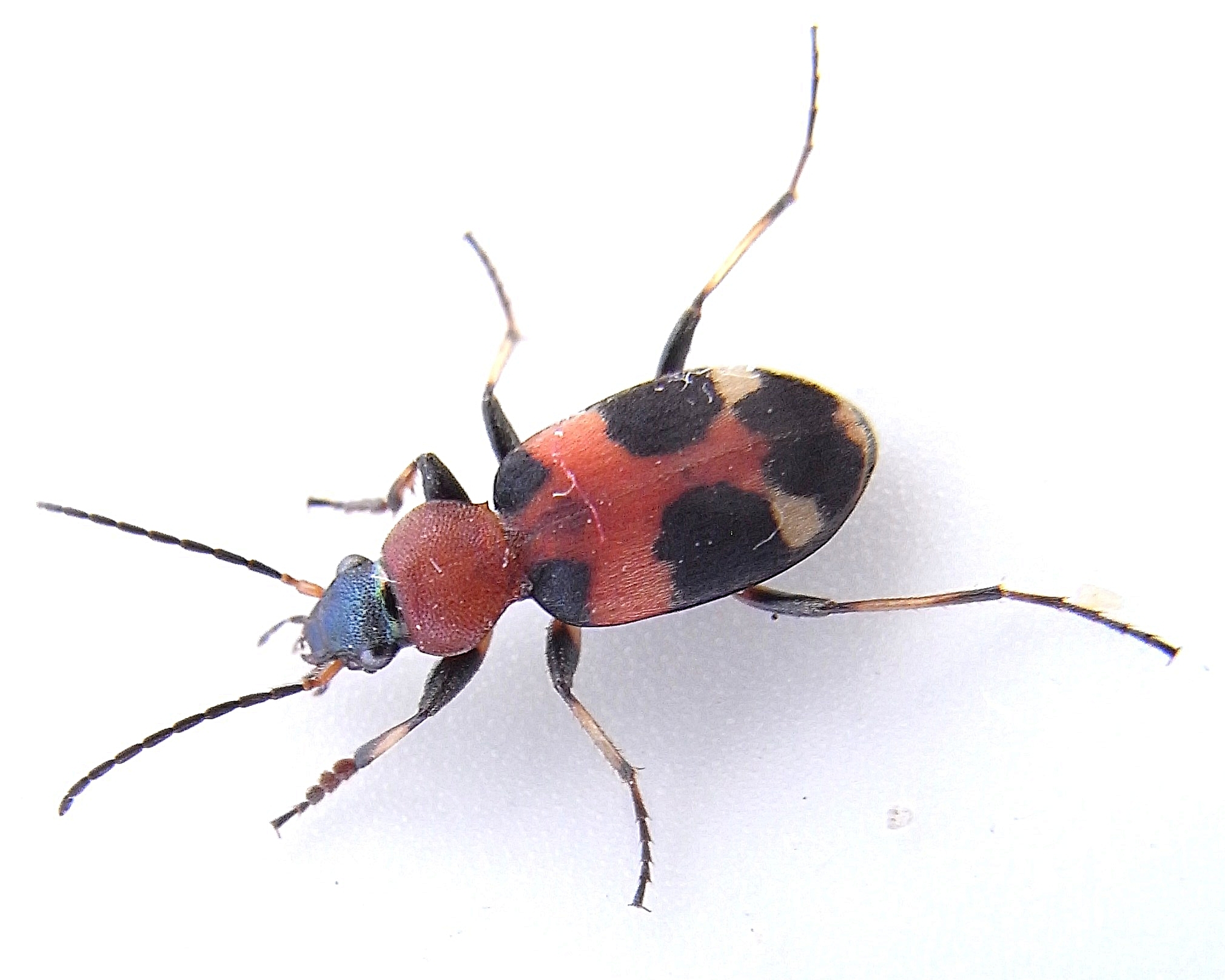
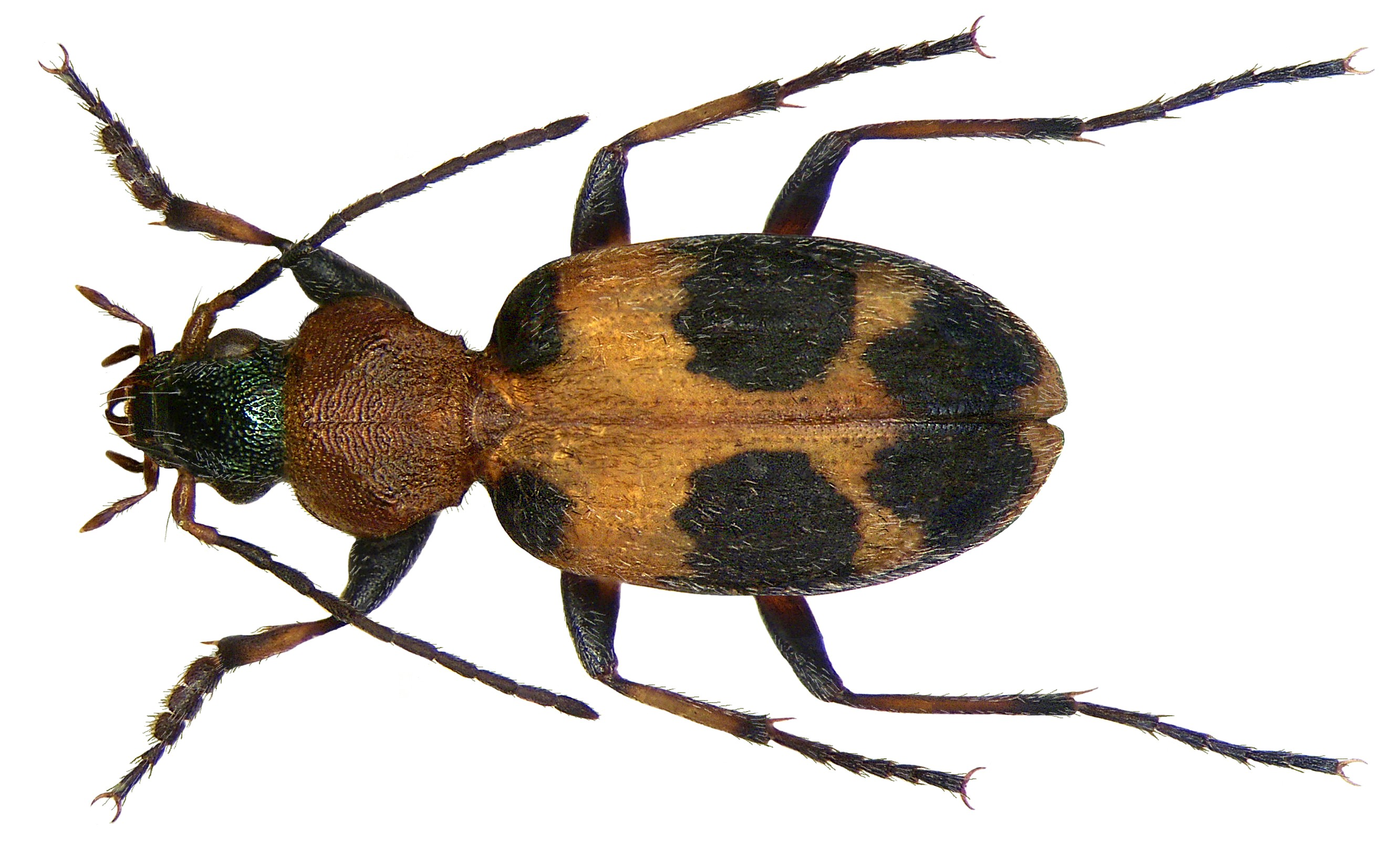
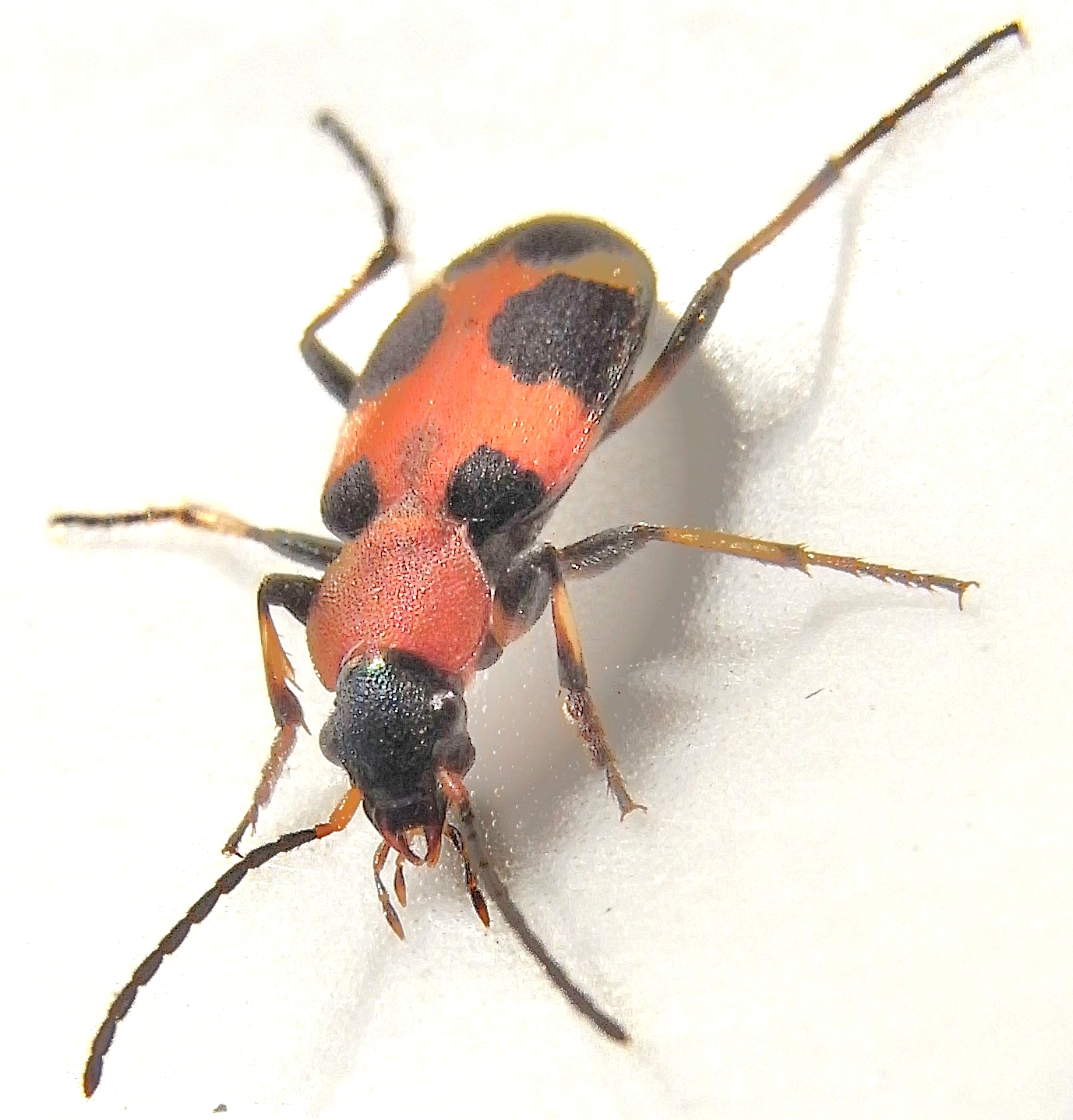